# Attaque sur le barrage de Sui-ho

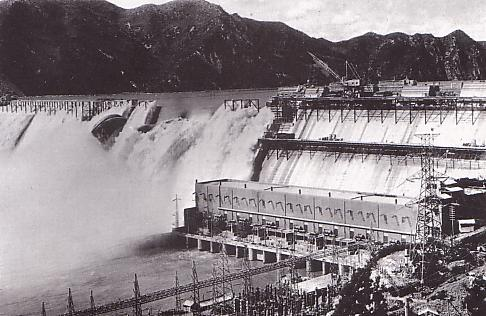
Le barrage de Sui-ho en construction en 1942.

L’attaque sur le barrage de Sui-ho est une série d'attaques des forces aériennes du Commandement des Nations unies en Corée sur treize centrales hydroélectriques le 23, 24, 26 et 27 juin 1952, pendant la guerre de Corée. Les attaques ciblent principalement le complexe hydroélectrique associé au barrage Sui-ho (actuel barrage de Supung) en Corée du Nord, afin d'exercer une pression politique sur les négociations de la trêve à Panmunjeom, alors au point mort.
Fortement défendues par des forces aériennes soviétiques et des canons anti-aériens, les cibles sont attaquées lors de 1 514 sorties. Celles-ci sont menées conjointement par des chasseurs et des chasseurs-bombardiers de l'United States Air Force, de l'United States Navy, de l'United States Marine Corps et de la Force aérienne sud-africaine. L'attaque sur les installations est suivie dix-sept jours plus tard par une autre série d'attaques conjointes de grande envergure sur la capitale, Pyongyang.
Les attaques réussissent à détruire de façon permanente 90 % des installations touchées et coupent complètement la production d'électricité en Corée du Nord pendant deux semaines, tout en réduisant la puissance disponible pour le Dongbei, dans le nord-est de la Chine. La Corée du Nord, cependant, construit de nouvelles installations, sans toutefois rétablir sa capacité d'origine jusqu'à l'armistice en 1953.
L'effet des attaques sur les pourparlers de la trêve a cependant été quasi-nul.